# Osiedle Wolfganga Amadeusza Mozarta w Krakowie
Osiedle Wolfganga Amadeusza Mozarta – osiedle w Krakowie znajdujące się na Górce Narodowej, wchodzącej w skład Dzielnicy IV Prądnik Biały, niestanowiące jednostki pomocniczej niższego rzędu w ramach dzielnicy. Stanowi zorientowany równoleżnikowo obszar pomiędzy ulicami: Siewnej (na południu) oraz Bociana, która obtacza całe osiedle wokół.

## Historia
Osiedle Wolfganga Amadeusza Mozarta zostało wybudowane w latach 2005–2009. Pierwotnie było ono nazywane Eko Parkiem z powodu dużej ilości zieleni w okolicy. Inwestorem osiedla była Spółka Mieszkaniowa Salwator, zaś wykonawcą przedsiębiorstwo FB Stalbud. Projekt osiedla został wykonany przez biuro architektoniczne DDJM, które za zaprojektowanie osiedla zostało nagrodzone tytułem Krakowskiego Architekta Roku 2008.

## Nagrody
Osiedle Wolfganga Amadeusza Mozarta zostało laureatami kilku nagród. Zostało wyróżnione przez krakowskie Stowarzyszenie Budowniczych Domów i Mieszkań nagrodą Złotego Sokoła, a budująca osiedle firma tytułem Krakowskiego Mieszkaniowego Dewelopera roku 2008.

## Lokalizacja
Osiedle Wolfganga Amadeusza Mozarta położone jest na Górce Narodowej, wchodzącej w skład Dzielnicy IV Prądnik Biały. Osiedle stanowi zorientowany równoleżnikowo obszar pomiędzy ulicami: Siewnej (na południu) oraz Bociana, która obtacza osiedle dokoła.
Osiedle Wolfganga Amadeusza Mozarta jest przystosowane do osób niepełnosprawnych, dzięki licznym pochylniom.

## Galeria

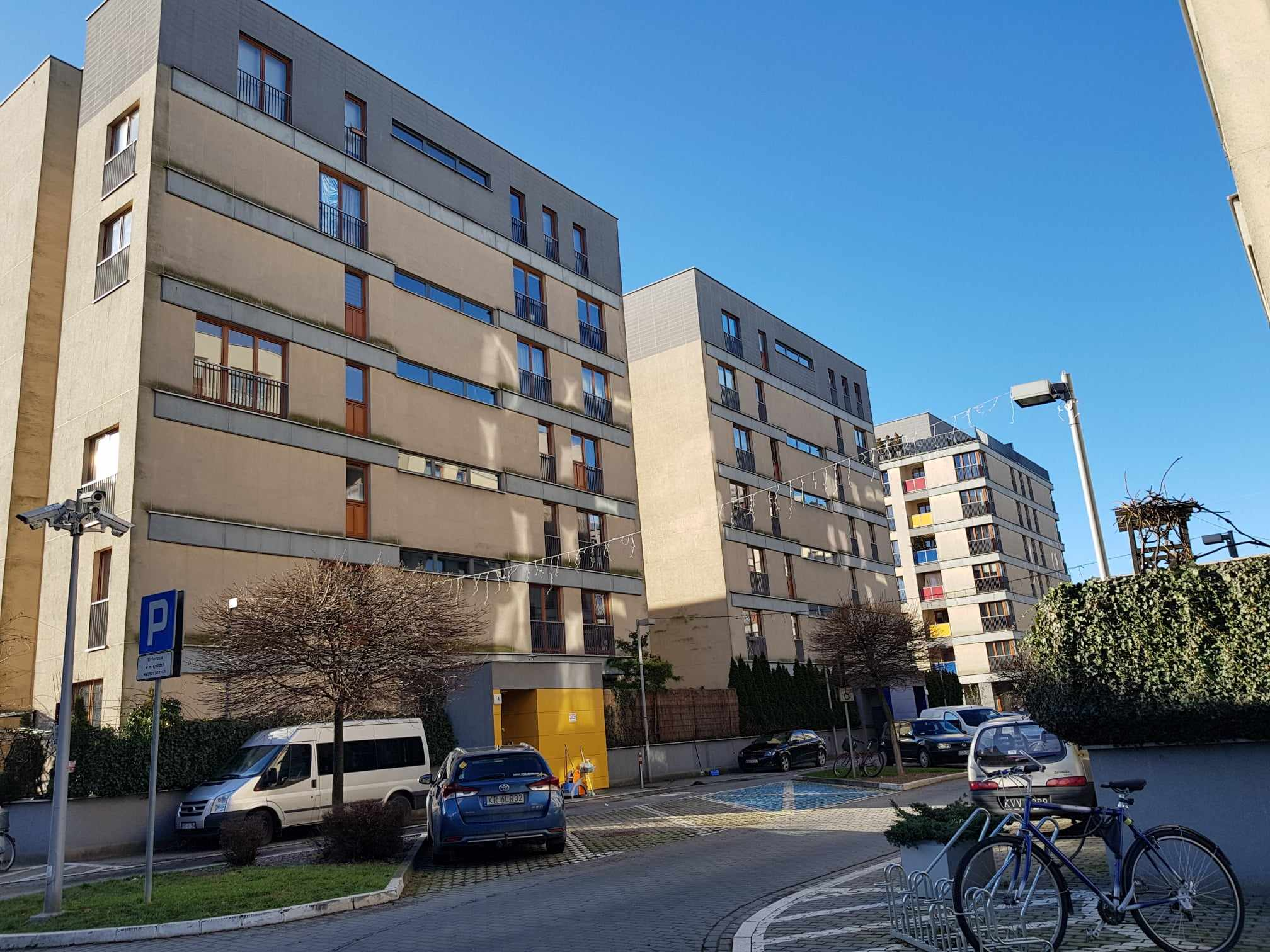
Blokowiska wchodzące w skład osiedla
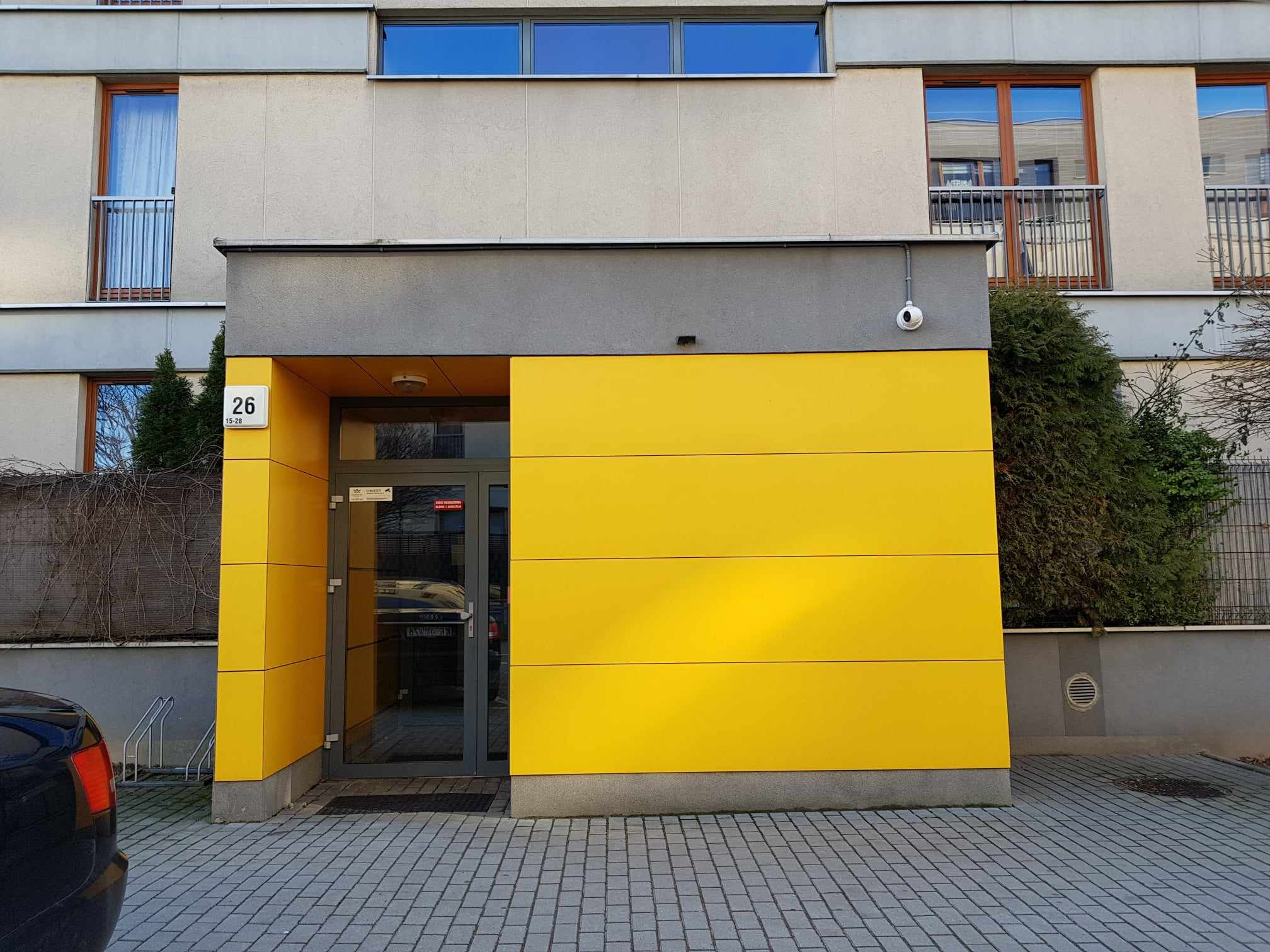
Jedna z altan wejścowych do budynku
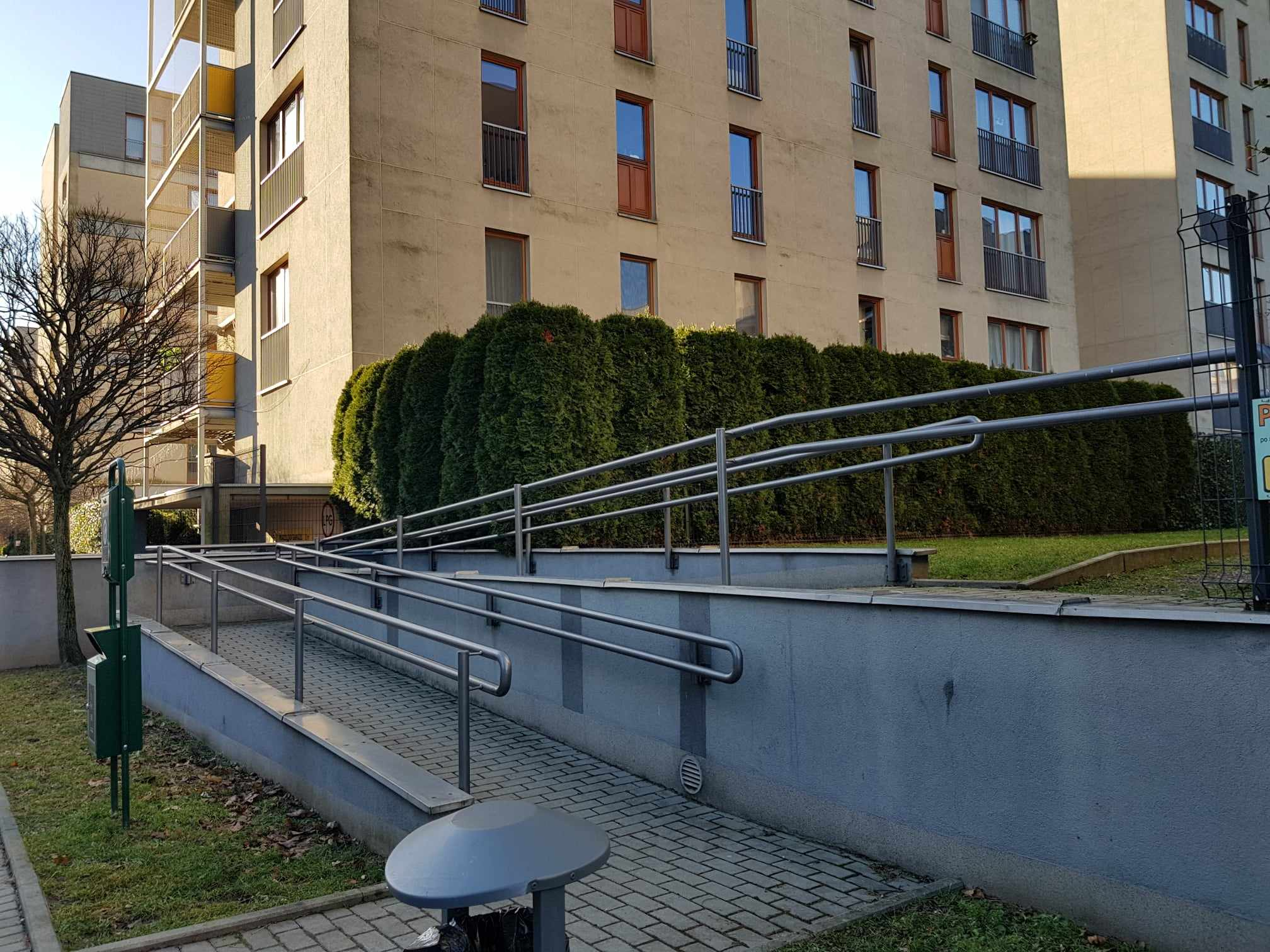
Pochylnia znajdująca się na osiedlu